# Cymothoa pulchrum
Cymothoa pulchrum is een pissebed uit de familie Cymothoidae. De wetenschappelijke naam van de soort is voor het eerst geldig gepubliceerd in 1902 door Lanchester.